# 와와와
와와와는 대한민국의 사이키델릭 록 밴드이다. 현재 김수현, 서원석, 이준섭, 최웅희, 오햄킹으로 이루어져 있다.  2021년 결성했으며, 현재까지 3개의 정규 음반(Oh, Wow! (2021), Midnight Breakfast (2022), Burnt Crispy Beats (2024))을 발매했다.

## 구성원

### 현 구성원
- 김수현 – 기타, 보컬
- 서원석 – 드럼
- 이준섭 – 베이스
- 최웅희 – 기타
- 오햄킹 – VJ

### 과거 구성원
- 정봉길 – 베이스

## 음반 목록

### 정규 음반
- Oh, Wow! (2021)
- Midnight Breakfast (2022)
- Burnt Crispy Beats (2024)